# Пуркарени (Брашов)
Пуркарени (рум. Purcăreni) насеље је у Румунији у округу Брашов у општини Тарлунђени. Oпштина се налази на надморској висини од 603 m.

## Становништво
Према подацима из 2002. године у насељу је живело 1427 становника.

### Попис2002.
| Расподела становништва по националности 2002.‍ | Расподела становништва по националности 2002.‍ | Расподела становништва по националности 2002.‍ | Расподела становништва по националности 2002.‍ | Расподела становништва по националности 2002.‍ |
| --------------------------------------------- | --------------------------------------------- | --------------------------------------------- | --------------------------------------------- | --------------------------------------------- |
|                                               |                                               |                                               |                                               |                                               |
| Румуни                                        | Румуни                                        |                                               | 859                                           | 60,2%                                         |
| Мађари                                        | Мађари                                        |                                               | 554                                           | 38,8%                                         |
| Роми                                          | Роми                                          |                                               | 14                                            | 1,0%                                          |